# Campeonato Mundial de Ciclismo em Pista de 2023
O CXX Campeonato Mundial de Ciclismo em Pista celebra-se em Glasgow (Reino Unido) entre 3 e 9 de agosto de 2023 baixo a organização da União Ciclista Internacional (UCI) e a Federação Britânica de Ciclismo.
As competições realizam-se no Velódromo Sir Chris Hoy da cidade escocesa. Serão disputadas 22 provas, 11 masculinas e 11 femininas.

## Medalhistas

### Masculino
| Evento          | Ouro                          | Prata                    | Bronze              |
| --------------- | ----------------------------- | ------------------------ | ------------------- |
| Scratch (03.08) | William Tidball · Reino Unido | Kazushige Kuboki · Japão | Tuur Dens · Bélgica |

### Feminino
| Evento                         | Ouro                                                                 | Prata                                                                | Bronze                                                 |
| ------------------------------ | -------------------------------------------------------------------- | -------------------------------------------------------------------- | ------------------------------------------------------ |
| Velocidade por equipas (03.08) | Alemanha · Pauline Grabosch · Emma Hinze · Lea Friedrich · 45,848 RM | Reino Unido · Lauren Bell · Sophie Capewell · Emma Finucane · 45,923 | China · Guo Yufang · Bao Shanju · Yuan Liying · 46,543 |
| Perseguição individual (03.08) | Chloé Dygert · Estados Unidos · 3:17,926                             | Franziska Brauße · Alemanha · 3:28,803                               | Bryony Botha · Nova Zelândia · 3:22,210                |